# Abd al-Aziz II.
Abu Faris Abd al-Aziz II. (arabisch أبو فارس عبد العزيز, DMG Abū Fāris ʿAbd al-ʿAzīz; † 1434 bei Tlemcen) war von 1394 bis 1434 Kalif der Hafsiden in Ifriqiya.
Als Nachfolger seines Vaters Abu l-Abbas Ahmad II. (1370–1394) musste sich Abd al-Aziz II. zunächst gegen Revolten seiner Verwandtschaft in Bone, Sfax, Bougie und Constantine sowie gegen lokale Dynastien in Tripolis, Gafsa und Biskra durchsetzen. Auch die Beduinen mussten erneut unterworfen werden, bevor das Reich befriedet werden konnte. Durch eine Steuerreform und der Förderung kleiner Handwerker versuchte er in der Folgezeit erfolgreich die Wirtschaft des Reiches zu beleben. Dem diente auch der Abschluss von Handelsverträgen mit Sizilien, den italienischen Seerepubliken sowie Aragon. Allerdings wurde der Handel durch die verstärkte Piraterie der Hafsiden erheblich belastet. So kam es nach Plünderungen an der Küste von Aragon zu schweren Spannungen und christlichen Gegenangriffen. Ein Kreuzzug gegen das Hafsidenreich in Ifrīqiya konnte allerdings verhindert werden.
Die Befriedung des Reiches ermöglichte eine aktive Außenpolitik, welche sich vor allem gegen die Abdalwadiden in Algerien richtete. Nachdem schon 1410 Algier erobert worden war, mussten die Abdalwadiden 1411 die Oberhoheit der Hafsiden anerkennen. Auch konnte der hafsidische Einfluss auf Marokko und das Nasridenreich von Granada in Andalusien ausgeweitet werden. Gegen Ende der Regierung von Abd al-Aziz II. kam es aber wieder zu Konflikten mit Aragon. Dieses plünderte 1424 die Kerkenna-Inseln, wurde aber bei einer Landung auf Djerba von Abd al-Aziz II. geschlagen.
Trotz der Konflikte mit den christlichen Seemächten ermöglichte die prosperierende Wirtschaft Abd al-Aziz II. eine umfangreiche Bautätigkeit. So wurde u. a. die Wasserversorgung von Tunis erheblich ausgebaut und der Bardo-Palast errichtet (1420). Auch Kunst, Literatur und Wissenschaft wurden gefördert. Abd al-Aziz II. starb 1434 während eines Feldzuges gegen die Abdalwadiden vor Tlemcen. Nachfolger wurden seine Enkel Muhammad III. (1434–1435) und Uthman (1435–1488).